# Montserrat Macià i Gou
Montserrat Macià i Gou (Vilanova de Bellpuig, octubre de 1962) va ser una historiadora i política catalana.

## Estudis
Llicenciada en geografia i història, dins l'especialitat d'història de l'art, per la Universitat Autònoma de Barcelona. Màster en art a la Universitat Autònoma de Barcelona. Postgrau en fonaments de museologia i museografia didàctica a la Universitat Virtual de Barcelona (UB). Postgrau en museografia, disseny i condicionament a la Universitat Politècnica de Catalunya. Tècnic superior de Museus (A1) de l'Institut d'Estudis Ilerdencs de la Diputació de Lleida (1992-1999).

## Trajectòria Professional
Funcionària de carrera de la Diputació de Lleida des del 1997. Directora del Consorci del Museu de Lleida: diocesà i comarcal (1999-2015). Directora de l'Institut d'Estudis Ilerdencs de la Diputació de Lleida des del 2015. Professora associada del grau de turisme de la Universitat de Lleida des del 2014. Professora de l'Institut de ciències religioses de Lleida (IREL) des del 2013. És presentà a les eleccions del 21 de desembre del 2017 al Parlament de Catalunya per la circumscripció de Lleida. Actualment, és diputada al Parlament de Catalunya (XII legislatura) pel grup parlamentari Junts Per Catalunya. És la presidenta de la Comissió d'Igualtat de la cambra catalana.

## Obres i Publicacions
Entre les seves publicacions especialitzades en història de l'art des del 1991, destaca «El Museu de Lleida, un espai patrimonial amb valor instrumental», a Mnemòsine, Revista Catalana de Museologia (2009); «El Museu de Lleida: diocesà i comarcal, un pont entre la fe i la cultura», a Arrels Cristianes (2009); «La Seu Vella de Lleida», a L'art gòtica a Catalunya (2007); «El museu diocesà de Lleida: apunts per a la seva història», a L'Opus Dei enfronta Catalunya i Aragó (2006), o «La Seu Vella de Lleida i la tradició clàssica mediterrània», a L'Avenç (2004). Ha participat en diversos catàlegs d'exposicions d'art medieval, en revistes comarcals especialitzades, en publicacions de difusió del patrimoni lleidatà i en obres col·lectives, com la col·lecció «Catalunya Romànica» de l'Enciclopèdia Catalana. Ha estat membre de la Comissió Territorial del Patrimoni Cultural de Lleida, del Patronat dels Castells de Ciutadilla i Maldà, de la comissió executiva de la Junta de Museus de Catalunya, del Consell Rector de Turisme de l'Ajuntament de Lleida, de l'Associació de Museòlegs de Catalunya, de l'Associació Espanyola de Museòlegs, dels Amics de la Seu Vella i de l'Associació Amics de l'Art Romànic de l'Institut d'Estudis Catalans. Va rebre el nomenament honorífic de «Gran Persona de Lleida» pels Armats de Lleida (2013).